# Dasyomma infernale
Dasyomma infernale är en tvåvingeart som beskrevs av Paramonov 1962. Dasyomma infernale ingår i släktet Dasyomma och familjen bäckflugor. Inga underarter finns listade i Catalogue of Life.